# Gmina Mezilesí
Gmina Mezilesí (polsky Gmina Międzylesie) je městsko-vesnická gmina v okrese Kladsko v Dolnoslezském vojvodství v Polsku. Sídlem gminy je město Mezilesí (Międzylesie). V roce 2021 zde žilo 7 022 obyvatel, rozlohu má 189,03 km² a zabírá 11,5 % rozlohy okresu. Skládá se z města Mezilesí a 21 starostenství.

## Části gminy
Starostenství
Boboszów, Długopole Górne, Dolnik, Domaszków, Gajnik, Gniewoszów, Goworów, Jaworek, Jodłów, Kamieńczyk, Lesica, Michałowice, Nagodzice, Niemojów, Nowa Wieś, Pisary, Potoczek, Roztoki, Różanka, Smreczyna a Szklarnia
Sídla bez statusu starostenství
Czerwony Strumień